# Майкл Фрідман
Майкл Хартлі Фрідман (англ. Michael Hartley Freedman; нар. 21 квітня 1951 , Лос-Анджелес, Каліфорнія, США) — американський математик. У 1986 році він був удостоєний премії Філдса за роботу над гіпотезою Пуанкаре. Фрідман і Робіон Кірбі показали, що дивний R4 многовид існує.

## Біографія
Фрідман народився в єврейській сім'ї в Лос-Анджелесі. Він вступив до університету Каліфорнії у Берклі в 1968 році і продовжив навчання в Принстонському університеті, де він отримав ступінь доктора філософських наук в 1973 році. Докторська дисертація під назвою Дослідження двомірної корозмірності (англ. Codimension-Two Surgery) була написана під керівництвом Вільяма Браудера. Після закінчення університету, Фрідман був призначений викладачем кафедри математики в університеті Каліфорнії, Берклі. Він обіймав цю посаду з 1973 до 1975 роки, після чого він став членом інституту перспективних досліджень в Принстоні. У 1976 році він був призначений асистентом професора на кафедрі математики університету Каліфорнії (Сан-Дієго). Після проведеного року в інституті перспективних досліджень (1980/81), він повертається до університету Каліфорнії (Сан-Дієго), де в 1982 році його призначили професором.
Фрідман отримав безліч інших нагород і почесних звань, включаючи Слоуна і Гуггенхайма стипендії, стипендію фонду МакАртура і Національну наукову медаль США. Він обраний членом Національні академії наук США і Американської академії мистецтв і наук.
В даний час він працює в Microsoft Station Q університету Каліфорнії (Санта-Барбара), де його команда бере участь у розробці топологічного квантового комп'ютера.

## Публікації
- Michael Hartley Freedman, The topology of four-dimensional manifolds, MathSciNet id = 679066, 1982, Journal of Differential Geometry, issn=0022-040X, volume=17, issue=3, pages=357–453. [Архівовано 28 вересня 2014 у Wayback Machine.] (англ.)

- Michael H. Freedman and Frank Quinn, Topology of 4-manifolds, Princeton Mathematical Series, vol 39, Princeton University Press, Princeton, NJ, 1990. ISBN 0-691-08577-3 (англ.)

- Freedman, Michael H.: Z2-systolic-freedom. Proceedings of the Kirbyfest (Berkeley, CA, 1998), 113—123 (electronic), Geom. Topol. Monogr., 2, Geom. Topol. Publ., Coventry, 1999. (англ.)

- Freedman, Michael H.; Meyer, David A.; Luo, Feng: Z2-systolic freedom and quantum codes. Mathematics of quantum computation, 287—320, Comput. Math. Ser., Chapman & Hall/CRC, Boca Raton, FL, 2002. (англ.)